# Calle de Julián Besteiro
La calle de Julián Besteiro (entre 1953 y 2017 calle del General Varela) es una vía urbana de la ciudad española de Madrid.

## Denominación y características

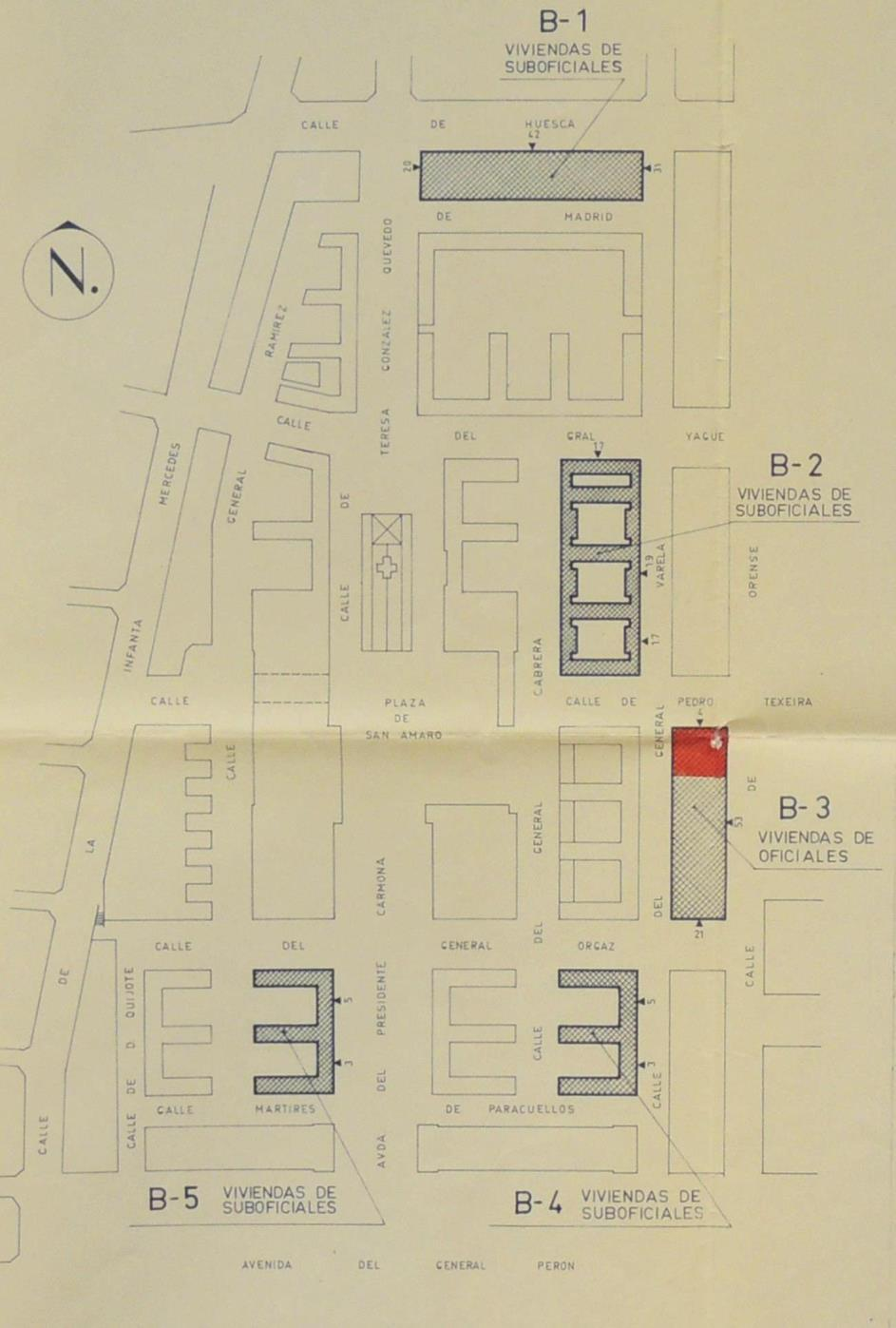
Diferentes edificios de viviendas militares de la zona construidos en los años 50.

La vía, que comienza en su intersección con la avenida del General Perón y finaliza en su intersección con la calle de Sor Ángela de la Cruz, discurre enteramente por el distrito de Tetuán, por los barrios administrativos de Cuatro Caminos y Castillejos, en sentido sur-norte, empezando sus impares y pares por el 1 y el 2 y finalizando respectivamente en el 37 y 38. Dada de alta en el callejero con el nombre de «calle del General Varela» el 15 de abril de 1953, en honor a José Enrique Varela, militar sublevado en 1936 y ministro del Ejército durante la dictadura franquista, a lo largo de la década de 1950 se ejecutaron en la calle diversas promociones de edificios de viviendas ejecutadas por el Patronato de Casas Militares para el Ejército de Tierra. En el último número de la calle se construyó el edificio Eurobuilding II, proyectado en 1979 por Eleuterio Población Knappe.

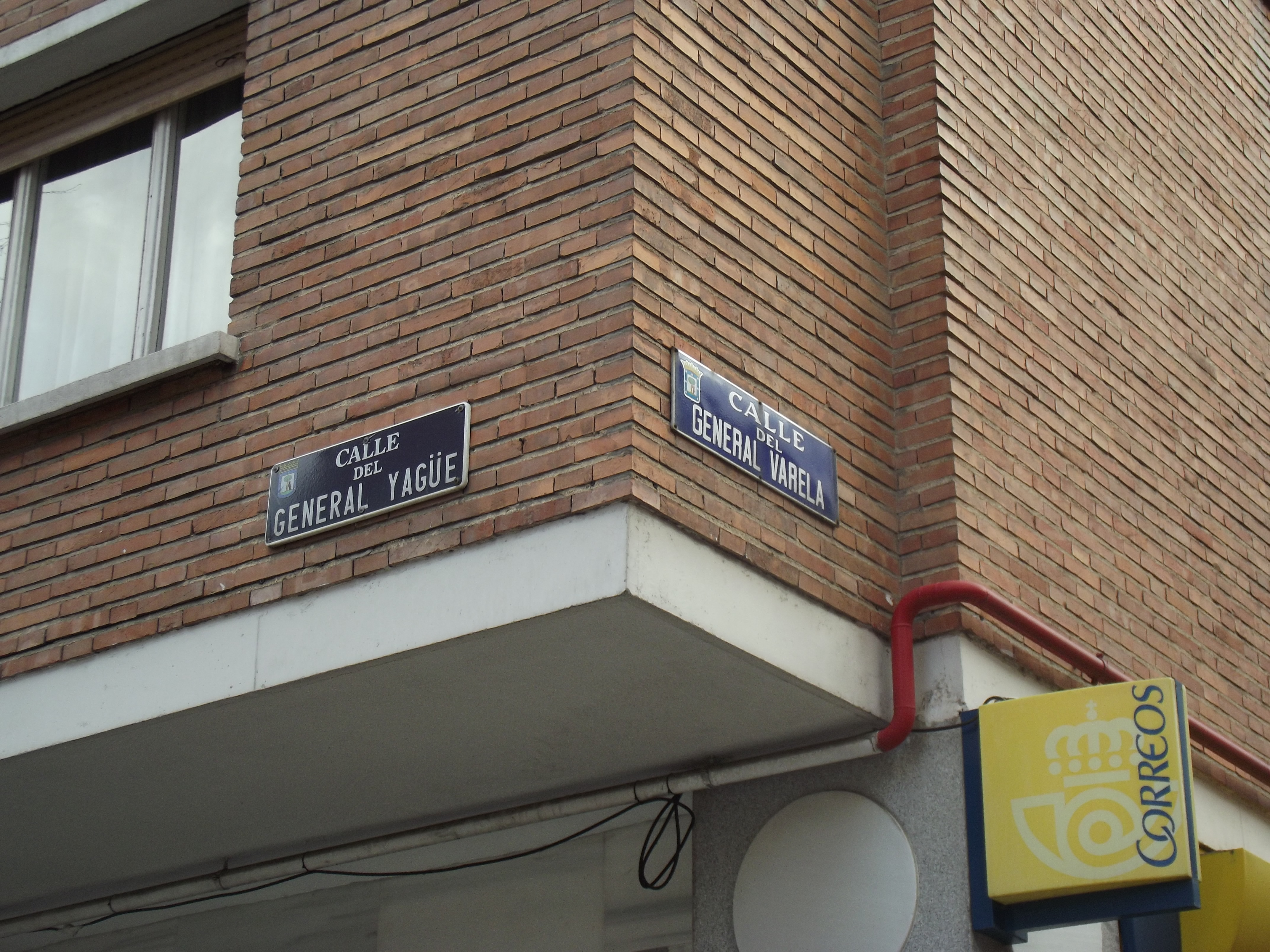
Placa de la calle en su intersección con la calle del General Yagüe.

En aras de cumplir la Ley de Memoria Histórica, el Comisionado de Memoria Histórica encargado por el Ayuntamiento de Madrid propuso preliminarmente en 2016 redenominar la vía con el nombre de «calle de Carlos Morla Lynch», en honor al diplomático chileno del mismo nombre, conocido por dar refugio en la embajada de Chile en Madrid a más de 1000 personas durante la Guerra Civil. En enero de 2017 la concejal-presidenta del distrito de Tetuán Montserrat Galcerán en un proceso alternativo contrario a la propuesta del comisionado, abrió expediente para denominar la vía como «calle de Antonio Augusto de Seixas», en honor al militar portugués del mismo nombre conocido por salvar la vida de cientos de refugiados provenientes de Extremadura durante la Guerra Civil Española, desobedeciendo la orden de sus superiores. Finalmente, la propuesta última del Comisionado, que fue la de «calle de Julián Besteiro», en honor al político socialista del mismo nombre, fue votada favorablemente en pleno de 28 de abril de 2017 junto al cambio de otras 51 redenominaciones en el callejero de la ciudad.